# CDGVAL
O Charles de Gaulle Véhicule Automatique Léger (CDGVAL) é um sistema de trem ligeiro automático que opera no Aeroporto de Paris-Charles de Gaulle, na França. É operado pela Transdev.
É composto atualmente por duas linhas em operação, a Linha 1 e a Linha 2, que somam 8 estações e 4,8 km de extensão. A Linha 1, inaugurada em 4 de abril de 2007, possui 5 estações e 3,3 km de extensão. Já a Linha 2, denominada LISA, foi inaugurada em 27 de junho de 2007, possui 3 estações e 0,9 km de extensão.
O sistema foi construído devido à necessidade das pessoas de se deslocarem entre os terminais do Aeroporto de Paris-Charles de Gaulle. O CDGVAL substituiu diversas linhas de ônibus que operavam internamente no aeroporto. O sistema transporta uma média de mais de 25 mil passageiros por dia.

## Estações

### Linha 1

Plano da Linha 1 do CDGVAL.

- Terminal 1
- Parc de stationnement PR
- Terminal 3 - Roissypole
- Parc de stationnement PX
- Terminal 2 - Gare

### Linha 2

Plano da Linha 2 (LISA) do CDGVAL.

- Satellite S4
- Satellite S3
- Terminal 2E

## Galeria

Traçado geograficamente preciso da Linha 1 do CDGVAL.
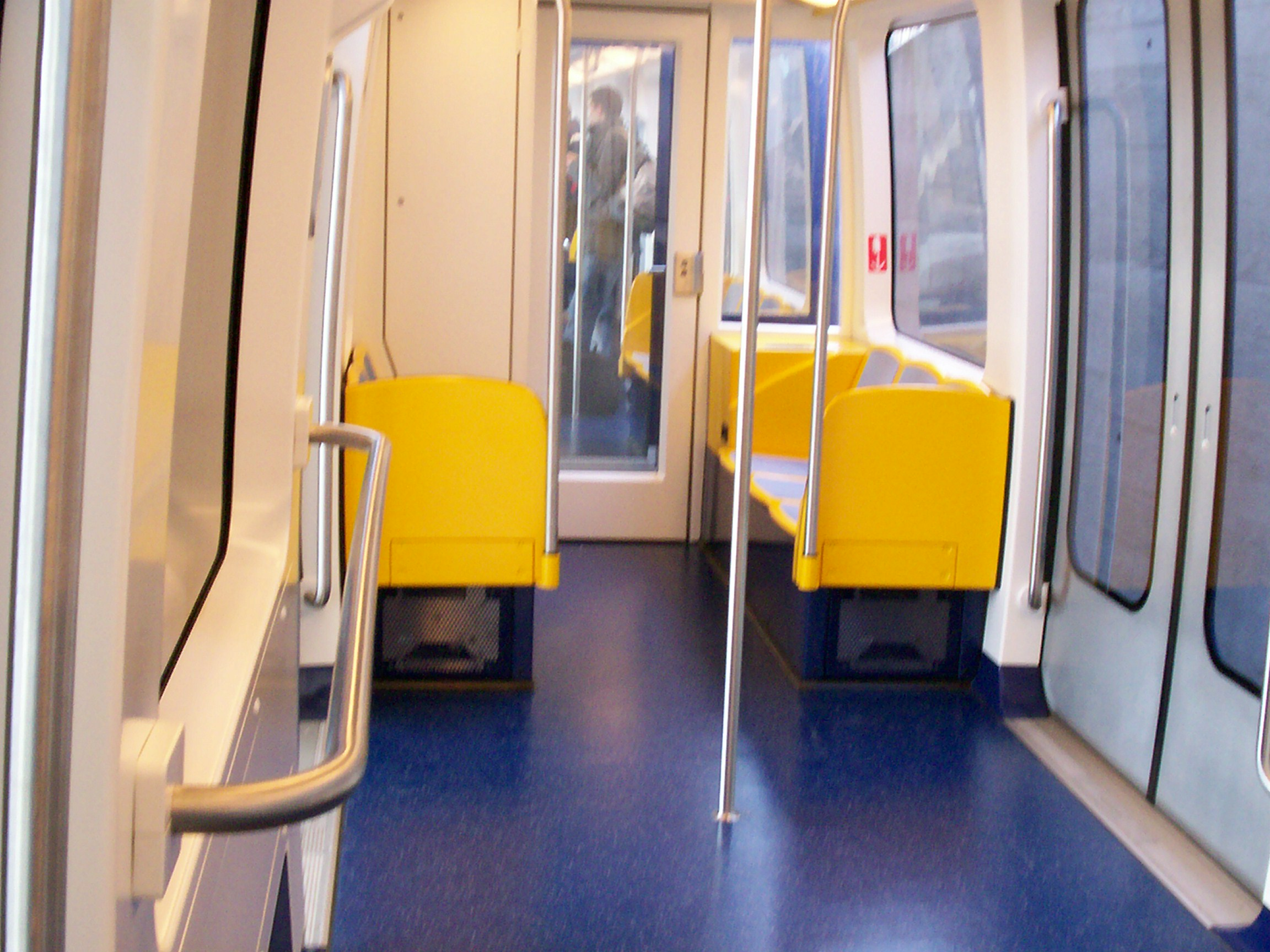
Interior de uma das composições.
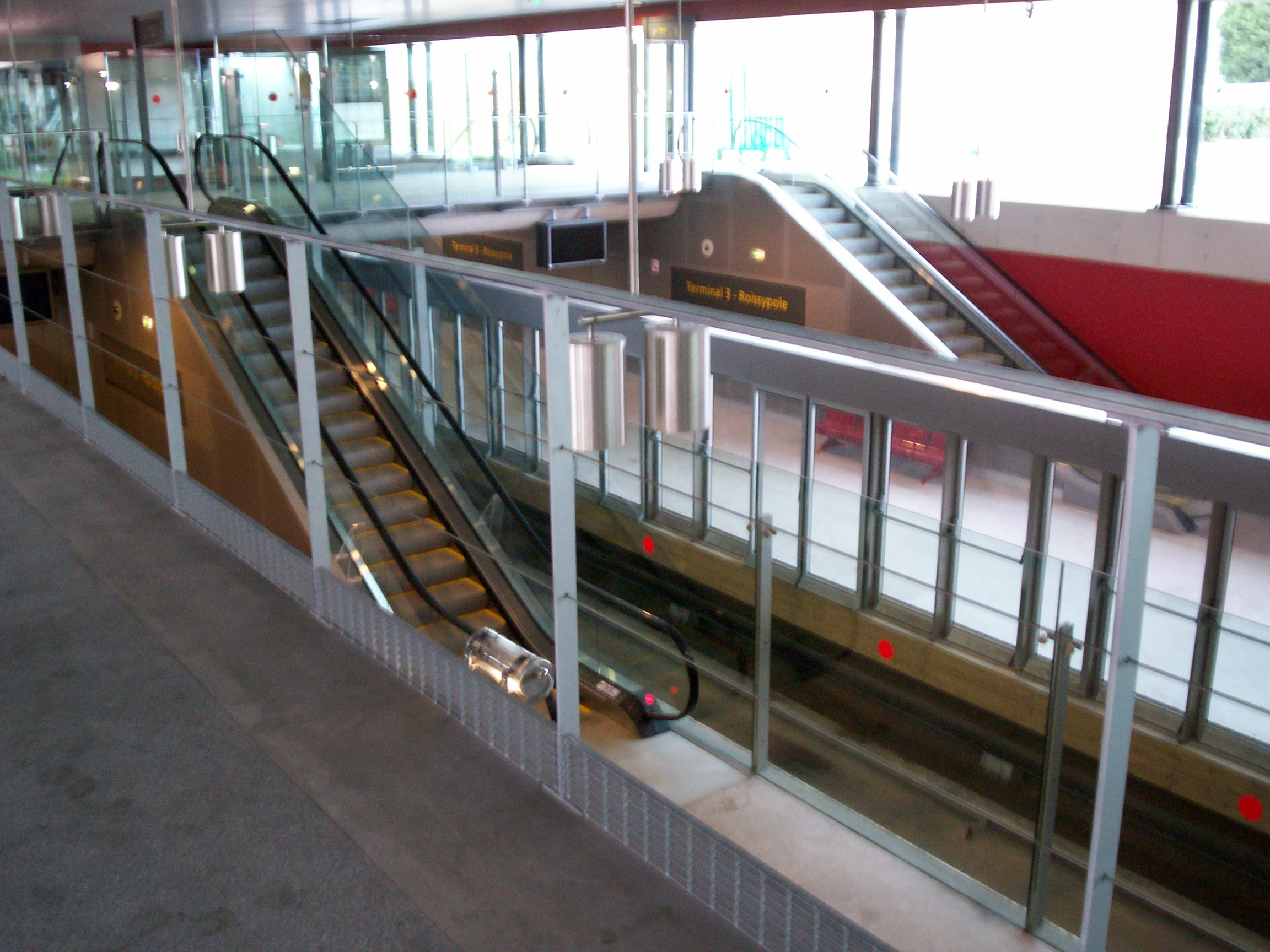
Estação Terminal 3 - Roissypôle.
Traçado geograficamente preciso da Linha 2 (LISA) do CDGVAL.